# Licques
Licques település Franciaországban, Pas-de-Calais megyében. Lakosainak száma 1657 fő (2022. január 1.). Licques Rodelinghem, Alembon, Bouquehault, Clerques, Herbinghen, Hocquinghen, Landrethun-lès-Ardres, Rebergues és Sanghen községekkel határos.

## Népesség
A település népességének változása:
| Lakosok száma | 1597 | 1631 | 1650 | 1631 | 1631 | 1625 | 1639 | 1636 | 1657 |
|               | 2013 | 2015 | 2016 | 2017 | 2018 | 2019 | 2020 | 2021 | 2022 |